# اجتياح الشجاعية 2024
شنّت القوات الإسرائيلية غارةً على حي الشجاعية في غزة للمرة الثانية في الفترة من 27 يونيو إلى 10 يوليو 2024 كجزء من حرب غزة.

## الخلفية
بدأت قوات الاحتلال الإسرائيلية حصارًا عامًا مستمرًا لمدينة غزة في 2 نوفمبر 2023 ضمن عمليات الاجتياج الإسرائيلي لقطاع غزة، والذي جاء في حد ذاته ردًا على عملية طوفان الأقصى. بدأت المعركة الأولى في الشجاعية في 4 ديسمبر 2023 وانتهت في 26 ديسمبر 2023 بانسحاب جيش الاحتلال الإسرائيلي بعد مواجهة مقاومة فلسطينية شرسة وفشله في إخراج حماس من المنطقة.
وزعمت إسرائيل أنها نجحت في تفكيك حركة حماس في المنطقة في شهر ديسمبر/كانون الأول، لكن المسلحين واصلوا مهاجمة القوات الإسرائيلية وحافظوا على وجود قوي في المنطقة. وأدى هذا إلى قيام إسرائيل بمهاجمة الشجاعية مرة أخرى في أواخر يونيو/حزيران.

## المعركة
بدأت قوات الاحتلال الإسرائيلية غزوًا ثانيًا للشجاعية في 27 يونيو 2024 بهجوم مشترك بالدبابات والطائرات بدون طيار، وأمر المدنيين الفلسطينيين بالتوجه إلى الجنوب.  تمت قيادة هذه العمليات من قبل فرقة المظليين رقم 98 حيث قال المسعفون والشهود أن الهجوم تسبب في سقوط العديد من الضحايا. أدى القصف الإسرائيلي للحي إلى دمار واسع النطاق، مما دفع عشرات الآلاف من الفلسطينيين إلى الفرار من الهجوم، في حين قدرت الأمم المتحدة أن ما يصل إلى 80 ألف فلسطيني نزحوا من المنطقة.
ردت حماس وحليفتها حركة الجهاد الإسلامي الفلسطينية على الغزو بهجمات حرب العصابات، ونيران المدفعية، وهجمات القناصة على مواقع جيش الاحتلال الإسرائيلي. وفي الرابع من يوليو/تموز، قُتل ضابط إسرائيلي وأصيب ثلاثة آخرون بجروح خطيرة، خلال عمليات نفذها مسلحون فلسطينيون في المدينة.
في 12 يوليو/تموز، أفادت التقارير أن جيش الاحتلال الإسرائيلي نجح في قتل نائب قائد كتيبة حماس في الشجاعية، أيمن شوادة، الذي شارك في قيادة الهجوم على إسرائيل في أكتوبر/تشرين الأول 2023.
وأكد الجيش الإسرائيلي أنه دمر 8 أنفاق خلال المعركة. وفي 10 يوليو/تموز، انسحبت إسرائيل من الحي، في حين احتفظ المسلحون الفلسطينيون بمواقعهم.

## الآثار
بدأت العائلات التي نزحت بسبب الممارسات الإسرائيلية في الشجاعية بالعودة بعد انتهاء المعركة، لكن الدمار كان واسع النطاق فكل مبنى تقريبًا في الحي قد دمر. عاد المسؤولون الغزيون العاملون لدى الحكومة المحلية في غزة إلى الحي فور انسحاب إسرائيل ووجدوا أكثر من 60 جثة. وورد أن الحي «أصبح منطقة كوارث غير صالحة للسكن»، حيث دمر جيش الاحتلال الإسرائيلي 85% من المباني السكنية هناك.
أفادت إحدى العائلات أن قوات الاحتلال داهمت منزلها في الشجاعية في 3 تموز/يوليو وهاجمت أحد أفرادها، محمد بهار، بكلب قتالي. وبحسب العائلة، فإن قوات الاحتلال وعدت بمعالجة بهار، المصاب بمتلازمة داون، وأمر الجيش بقية أفراد العائلة بمغادرة المكان تحت تهديد السلاح. وبعد انسحاب قوات الاحتلال الإسرائيلية، قالت العائلة إنها عادت لتجد بهار ميتاً على الأرض.